# 全ての教皇に関する預言

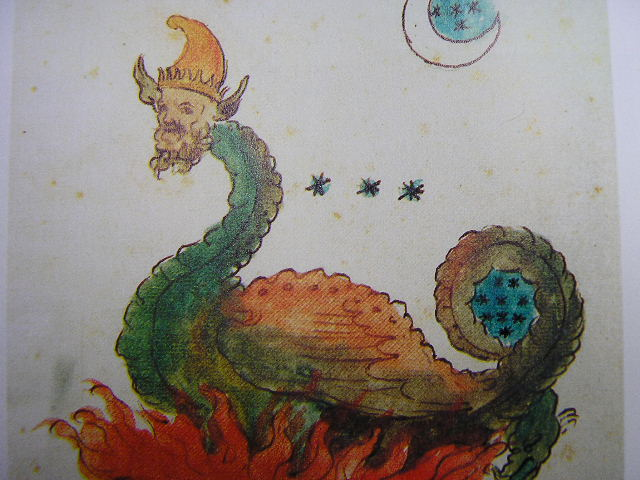
『全ての教皇に関する預言』第15図とほぼ同じモチーフの水彩画。これは正式な写本ではなく、亜流に当たる作品のもの

全ての教皇に関する預言（すべてのきょうこうにかんするよげん、Vaticinia de Summis Pontificibus）は、15世紀初頭のヨーロッパに現れた予言書である。『教皇預言書』、『教皇図』などとも呼ばれる。ニコラウス3世（在位1277年 - 1280年）から始まる歴代のローマ教皇たちを予言したものという体裁で、30組の挿絵と文章がまとめられた作品である。
中世から近世にかけてはフィオーレのヨアキムの著書として広く流布したが、現在では擬ヨアキム文書の一種と理解されている。

## 起源
現在『全ての教皇に関する預言』として知られるものは、本来別個の作品であった『諸悪の端緒』と『禿頭よ登れ』を合本したものである。

### 諸悪の端緒
『諸悪の端緒』 (Genus nequam) は、14世紀初頭に現在の形で成立した予言的な写本で、ニコラウス3世を暗示した絵から始まる、15組の予言で成り立っていた（14組や16組のものもある）。それぞれの予言は、見出し、図版、文章の組み合わせで成り立っており、一種のエンブレム・ブックのようなものである。この写本に表題はついておらず、インキピットである「諸悪の端緒」の名で呼ばれている。
『諸悪の端緒』自体が、『レオの神託』の焼き直しと指摘されている。『レオの神託』 (Les Oracles de Léon) とはビザンティン帝国で作成された絵と文章からなるギリシャ語の予言書で、序盤で過去の東ローマ皇帝たちについての描写（的中例）が示され、中盤できたるべき変動が示され、その後、世を救う皇帝が出現するという形で締めくくられている。書名の由来は、東ローマ皇帝レオ6世に帰せられていたことにちなむが、実際の著者は不明である。
『諸悪の端緒』は、1304年頃に、フランシスコ会士たちの集団、その中でもヨアキム主義の影響を強く受けていた修道士アンジェロ・クラレーノ（Angelo de Clareno, クラレノのアンジェロとも）を中心とするグループによって作成されたと推測されている。この時点では、ベネディクトゥス11世（在位1303年 - 1304年）までの対応が示され、残り8枚が未来に属するとされた。最後の数枚は未来の天使教皇が描かれており、こうした流れには、終末が近いと考えていた作成者たちの認識が投影されている。
この文書の登場には、より政治的な思惑もあったとする指摘もある。それによれば、オルシーニ家出身のニコラウス3世を貶めようとして、政敵であったアンジュー家のシャルル1世の陣営が関与したという。なお、ニコラウス3世に当てはめられている第1図にはクマが登場しているが、クマ (ursus) は教皇に関する予言では、しばしばオルシーニ家を指すときに用いられている。
13世紀から14世紀にかけて作成された写本は複数現存するが、それらの作成地として推測されているのは、アヴィニョン、北フランス、イタリア、バイエルン、イギリスなどである。
ほぼ同時期に現れた予言書『フロレの書』と『ホロスコープの書』は、いずれも『諸悪の端緒』と同傾向の書であるが、前者には挿絵がない。

### 禿頭よ登れ
『禿頭よ登れ』 (Ascende calve) は、1350年頃に『諸悪の端緒』の手法を真似て作成された予言書である。この奇妙な題名もインキピットであるが、旧約聖書「列王記・下」第2章23節に出てくる言葉でもある。絵や文章の内容は異なるものの、この写本もニコラウス3世を暗示した絵から始まる15組の挿絵と文章で成り立っていた点は、『諸悪の端緒』と全く同じである。作成時期の違いから、『禿頭よ登れ』で未来に属しているのは5組の予言である。
作成したのはアンジェロ・クラレーノに連なるフランシスコ会派の異端的な分派フラティチェッリ (Fraticelli) の構成員と推測されている。作成者たちは教皇庁に強い敵対心を持ち、反キリストの到来を未来に見ている。天使教皇の到来で締めくくられていた『諸悪の端緒』と異なり、15枚目に描かれているのは、人の頭と竜のような体を持つ「獣」である。

## 成立
『全ての教皇に関する預言』の成立は1415年頃で、 コンスタンツ公会議（1414年 - 1418年）の時期とほぼ一致する。なお、『全ての教皇に関する預言』という表題は、前2つと異なり、インキピットではない。なぜなら、その内容は『禿頭よ登れ』の15枚の後に『諸悪の端緒』の15枚を繋げたものだからである。インキピットを用いた場合、『禿頭よ登れ』とせざるをえないが、それでは本来の15枚版の『禿頭よ登れ』を指すのか、『諸悪の端緒』との合本版を指すのかが分かりづらくなる。
さて、合本の結果、本来ニコラウス3世を指していたはずの『諸悪の端緒』の第1図は16番目に置かれることになり、ボニファティウス9世を指すものとして再定義された。始まりの教皇がニコラウス3世という点は従来と同じであるが、計30枚となったことで、未来の情景が増えたという点に大きな違いがある。『全ての教皇に関する預言』で実際の教皇に当てはめられているのは、第20図「鎌を持った僧侶」（対立教皇 ヨハネス23世、在位1410年-1415年に対応）までで、あとの10枚は未来に属していた。また、『諸悪の端緒』が後半となったことで、締めくくりの預言の位置は、人面竜身の獣ではなく天使教皇が占めることになった。
『全ての教皇に関する預言』は『諸悪の端緒』や『禿頭よ登れ』と異なり、後の時代になると、図版の解釈のみが一人歩きすることになり、当初の対応関係から乖離した解釈も見られるようになる。

## 反響
この予言書は多くの写本が作られた。『全ての教皇に関する預言』の写本は現存が確認されているものだけでも79点ある（ほかにオークションの目録などに登場し、落札者不明のものが4点ある）。さらに『諸悪の端緒』の写本は10点、『禿頭よ登れ』の写本は7点確認されている。
また、印刷技術が普及すると多くの印刷版が作られ、16世紀には解釈を加えた文献も多く登場した。特に前述の「鎌を持った僧侶」は本来『諸悪の端緒』においては隠者から教皇になったケレスティヌス5世に対応するものであったが、宗教改革期にはマルティン・ルターの出現を予言した図とする解釈が広まった。この図版に関して、ルターを念頭に置いていたらしい解釈は、錬金術師パラケルススなども行っている。
これに対し、当時のカトリック側からは、ニコラウス3世に始まる伝統的な読み方を堅持することで、既に30の予言で示されていた教皇は出尽しており、未来の予言としては意味をなさなくなっている歴史文書だとする反論も現れた。
『全ての教皇に関する預言』は、本来のスタイルとは異なる形でも伝播した。本来、絵と文章は密接に結びついていたが、16世紀の編者不明の予言書『ミラビリス・リベル』では、文章のみがまるごと再録された一方、挿絵は全て省かれた。この再録では、第6章が『諸悪の端緒』、第７章が『禿頭よ登れ』に充てられるという、作成された順序としては正しいが、『全ての教皇に関する預言』としては変則的な構成になっている。『ミラビリス・リベル』は、更にほかの予言アンソロジーに孫引きされていったため、文章のみの再版・複製も行われる形になったのである。中には、『全ての教皇に関する預言』から採られた文章が、16世紀末に現れた『全ての教皇に関する大司教聖マラキの預言』の作成にも影響したとする仮説もある。
このように『全ての教皇に関する預言』は、写本・印刷版とも多く作成され、殊に16世紀の予言的言説に少なからぬ影響を及ぼしたが、当時の人々が決して好意的な態度のみを示していたわけではない。フランス・ルネサンスを代表する思想家であるモンテーニュは、『エセー』第1巻第11章「さまざまな予言について」の中で『レオの神託』や『全ての教皇に関する預言』に触れ、強い懐疑の念を示している。